# Porompat
Porompat è una suddivisione dell'India, classificata come census town, di 5.163 abitanti, capoluogo del distretto di Imphal Est, nello stato federato del Manipur. In base al numero di abitanti la città rientra nella classe V (da 5.000 a 9.999 persone).

## Geografia fisica
La città è situata a 24° 48' 23 N e 93° 57' 33 E ed è stata raggiunta dall'espansione urbanistica di Imphal che di fatto l'ha trasformata in un quartiere della sua periferia orientale.

## Società

### Evoluzione demografica
Al censimento del 2001 la popolazione di Porompat assommava a 5.163 persone, delle quali 2.533 maschi e 2.630 femmine. I bambini di età inferiore o uguale ai sei anni assommavano a 599, dei quali 286 maschi e 313 femmine. Infine, coloro che erano in grado di saper almeno leggere e scrivere erano 3.641, dei quali 2.028 maschi e 1.613 femmine.